# Løbjerg
Løbjerg er en bakke i kanten af landsbyen Kajerød i Birkerød Sogn. Gården ved foden af bakken hed Løbjerggård, og blev revet ned i 1964, efter at jorden var solgt fra.
Det fortælles, at Løbjerg og Høbjerg var beboet af to gamle troldgubber, som undertiden besøgte hinanden.
Den moderne vej Løbjerg ligger på Løbjerggårds jorder, men på Kajerød Bakke, som er lidt højere end bakken Løbjerg.
|  | Denne artikel om lokaliteten Løbjerg kan blive bedre, hvis der indsættes et (bedre) billede. Du kan hjælpe ved at afsøge Wikimedia Commons for et passende billede eller lægge et op på Wikimedia Commons med en af de tilladte licenser og indsætte det i artiklen. |

|  | Denne artikel kan blive bedre, hvis der indsættes geografiske koordinater Denne artikel omhandler et emne, som har en geografisk lokation. Du kan hjælpe ved at indsætte koordinater i wikidata. |